# 컬럼비아 대학교 국제 공공 정책 대학원
컬럼비아 대학교 국제 공공 정책 대학원(School of International and Public Affairs, SIPA)은 뉴욕 맨해튼 모닝사이드하이츠에 위치한 사립 아이비 리그 대학교이다. 세계 국제관계의 최상위 대학원으로 꾸준히 순위를 올리고 있다.
졸업생들은 전 국가 수장, 비즈니스 리더, 기자, 외교관, 선출 대표들을 포함한다. 이 대학원의 약 1,400명 학생들 가운데 절반이 100개 이상의 국가 출신의 국제 학생이다.